# Liste du patrimoine immobilier classé de Sprimont
Cette page regroupe l'ensemble du patrimoine immobilier classé de la ville belge de Sprimont.
| Objet | Année de construction / Architecte | Adresse                        | Section communale | Coordonnées                      | Numéro d’inventaire | Illustration |
| --- | ---------------------------------- | ------------------------------ | ----------------- | -------------------------------- | ------------------- | --- |
| Le château de Chanxhe, à Sprimont (M) ainsi que l'ensemble formé par ce château, l'église et les terrains environnants (S) |                                    | Sprimont                       |                   | 50° 29′ 55″ nord, 5° 35′ 42″ est | 62100-CLT-0001-01   | Le château de Chanxhe, à Sprimont (M) ainsi que l'ensemble formé par ce château, l'église et les terrains environnants (S)                                                     |
| Le tilleul centenaire de Louveigné |                                    | Louveigné                      |                   | 50° 31′ 50″ nord, 5° 42′ 52″ est | 62100-CLT-0006-01   | Le tilleul centenaire de Louveigné |
| La chapelle Notre-Dame de Bon Secours du Trôleu (M) ainsi que l'ensemble formé par ladite chapelle, le terrain avoisinant et les deux tilleuls qui l'ombragent (S) à Louveigné                                                         |                                    | Louveigné                      |                   | 50° 31′ 40″ nord, 5° 42′ 49″ est | 62100-CLT-0007-01   | La chapelle Notre-Dame de Bon Secours du Trôleu (M) ainsi que l'ensemble formé par ladite chapelle, le terrain avoisinant et les deux tilleuls qui l'ombragent (S) à Louveigné |
| Ensemble formé par trois tilleuls croissant sur la parcelle cadastrale F n° 912e de l'ancienne commune de Louveigné |                                    | Louveigné                      |                   | 50° 31′ 07″ nord, 5° 41′ 59″ est | 62100-CLT-0008-01   | Image manquanteTéléverser |
| Point de vue de Raboster à Louveigné |                                    | Louveigné                      |                   | 50° 31′ 32″ nord, 5° 44′ 13″ est | 62100-CLT-0009-01   | Image manquanteTéléverser |
| Ensemble formé par la Roche sanglante à Rouvreux |                                    | Rouvreux                       |                   | 50° 28′ 52″ nord, 5° 40′ 20″ est | 62100-CLT-0013-01   | Ensemble formé par la Roche sanglante à Rouvreux |
| Extension de la Roche sanglante, à Rouvreux |                                    | Rouvreux                       |                   | 50° 28′ 52″ nord, 5° 40′ 23″ est | 62100-CLT-0014-01   | Extension de la Roche sanglante, à Rouvreux |
| Ensemble formé par les 3 tilleuls entourant un calvaire situé au sud du hameau de Lillé à Rouvreux |                                    | Rouvreux                       |                   | 50° 29′ 56″ nord, 5° 38′ 49″ est | 62100-CLT-0015-01   | Image manquanteTéléverser |
| Ensemble formé par les ruines du Château d'Amblève et ses abords immédiats, à Rouvreux (+ AYWAILLE/Aywaille) |                                    | Rouvreux                       |                   | 50° 28′ 48″ nord, 5° 38′ 43″ est | 62100-CLT-0016-01   | Ensemble formé par les ruines du Château d'Amblève et ses abords immédiats, à Rouvreux (+ AYWAILLE/Aywaille)                                                                   |
| Deux séquoias croissant à l'extrémité Est du parc de Florzé à Rouvreux |                                    | Rouvreux                       |                   | 50° 29′ 15″ nord, 5° 40′ 02″ est | 62100-CLT-0019-01   | Image manquanteTéléverser |
| Les façades et les toitures de la chapelle Saint-Hubert et Sainte-Vierge de Blindef à Sprimont |                                    | Sprimont                       |                   | 50° 31′ 29″ nord, 5° 41′ 42″ est | 62100-CLT-0020-01   | Les façades et les toitures de la chapelle Saint-Hubert et Sainte-Vierge de Blindef à Sprimont                                                                                 |
| Les façades et toitures, à l'exception de l'escalier d'entrée avec ses murets et leurs prolongements, de la maison forte de Damré, rue de Mierdy, n°4                                                                                  |                                    | Rue de Mierdy n°4, Damré       |                   | 50° 30′ 16″ nord, 5° 40′ 44″ est | 62100-CLT-0022-01   | Les façades et toitures, à l'exception de l'escalier d'entrée avec ses murets et leurs prolongements, de la maison forte de Damré, rue de Mierdy, n°4                          |
| Le tilleul dit de Mérinet ainsi que la zone de terrain d'un rayon de 25 mètres qui l'entoure |                                    |                                |                   | 50° 29′ 07″ nord, 5° 35′ 58″ est | 62100-CLT-0023-01   | Image manquanteTéléverser |
| Extension du site formé par le tilleul dit de Mérinet à Sprimont |                                    | Sprimont                       |                   | 50° 29′ 06″ nord, 5° 35′ 50″ est | 62100-CLT-0024-01   | Image manquanteTéléverser |
| Château d'Andoumont : les façades et toitures du bâtiment principal et des communs de l'immeuble sis rue d'Andoumont, 91 à Gomzée ainsi que du mur d'enceinte et les fontaines qui y sont inscrites, les piliers et la grille d'entrée |                                    | Rue d'Andoumont 91, Gomzée     |                   | 50° 32′ 53″ nord, 5° 42′ 03″ est | 62100-CLT-0025-01   | Image manquanteTéléverser |
| La totalité du musée de la pierre sis rue J. Potier, 13 bis à Sprimont |                                    | Rue J. Potier 13 bis, Sprimont |                   | 50° 30′ 18″ nord, 5° 39′ 54″ est | 62100-CLT-0026-01   | Image manquanteTéléverser |
| Tous les vestiges archéologiques dégagés et à dégager sis au lieu-dit Sous-les-Fays (M) ainsi que l'ensemble formé par ces vestiges et les terrains environnants (S) à Sprimont                                                        |                                    | Sprimont                       |                   | 50° 30′ 16″ nord, 5° 35′ 54″ est | 62100-CLT-0027-01   | Image manquanteTéléverser |
| Site paysager du Trixhe Nollet dit La petite fagne de Hayen |                                    |                                |                   | 50° 32′ 38″ nord, 5° 37′ 17″ est | 62100-CLT-0030-01   | Image manquanteTéléverser |
| La tour-forte de Louveigné/Sprimont sise rue du Gravier, n°s 7, 9 et 11 (M) ainsi que l'ensemble formé par la tour et les terrains environnants (S)                                                                                    |                                    | Rue du Gravier n°s 7, 9 en 11  |                   | 50° 31′ 46″ nord, 5° 42′ 41″ est | 62100-CLT-0031-01   | Image manquanteTéléverser |
| Huit bornes limitatives du marquisat de Franchimont au pays de Liège et de la seigneurie de Louveigné, principauté de Stavelot (+ THEUX/Theux, Fagne Saint-Remacle et La Reid et PEPINSTER/Pepinster, Tancrémont)                      |                                    |                                |                   | 50° 31′ 42″ nord, 5° 45′ 32″ est | 62100-CLT-0032-01   | Image manquanteTéléverser |